# Ford Taunus TC

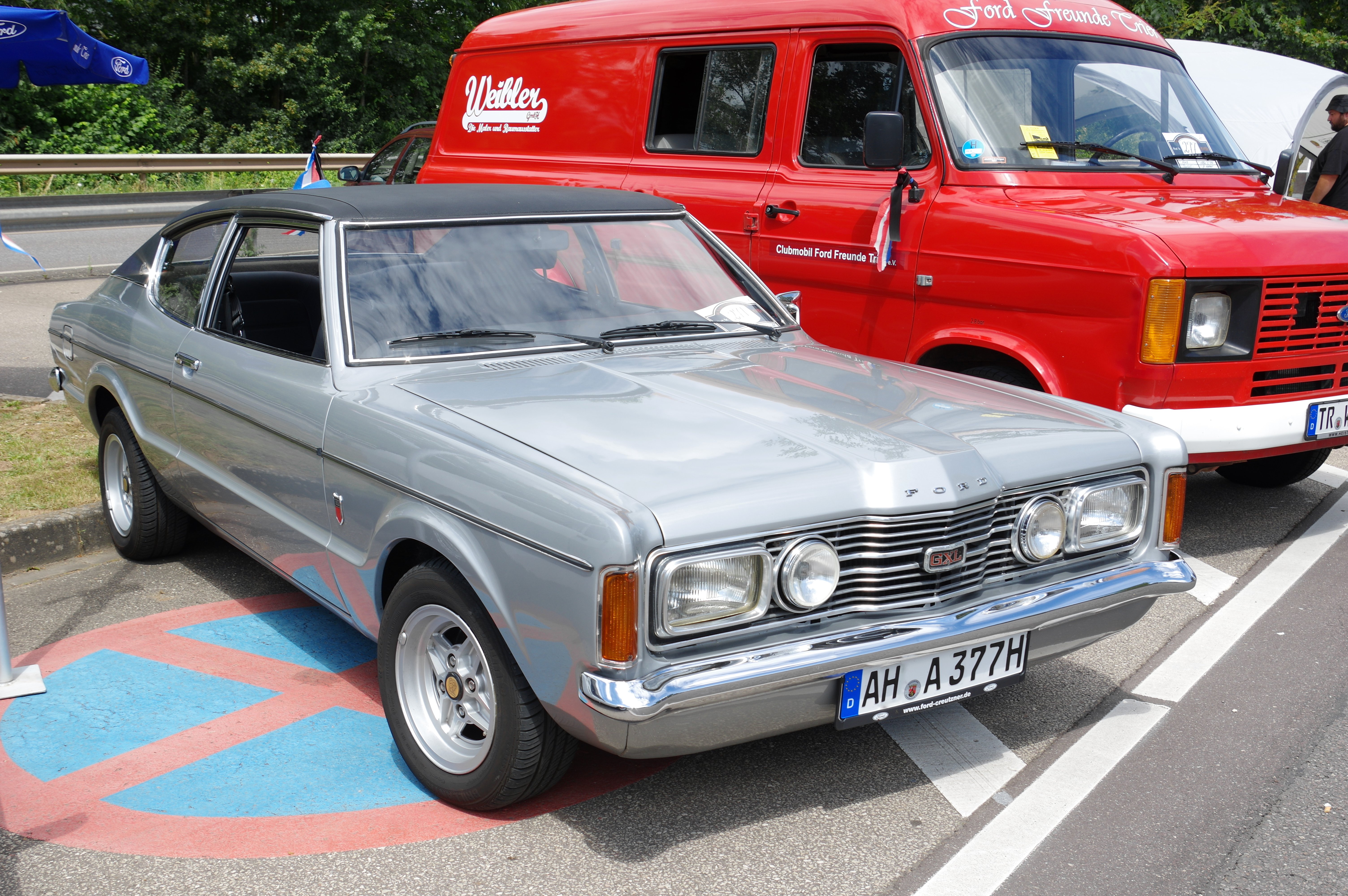
A diferencia de su contemporáneo el Cortina, el Taunus TC también fue producido como un cupé (hasta 1975)

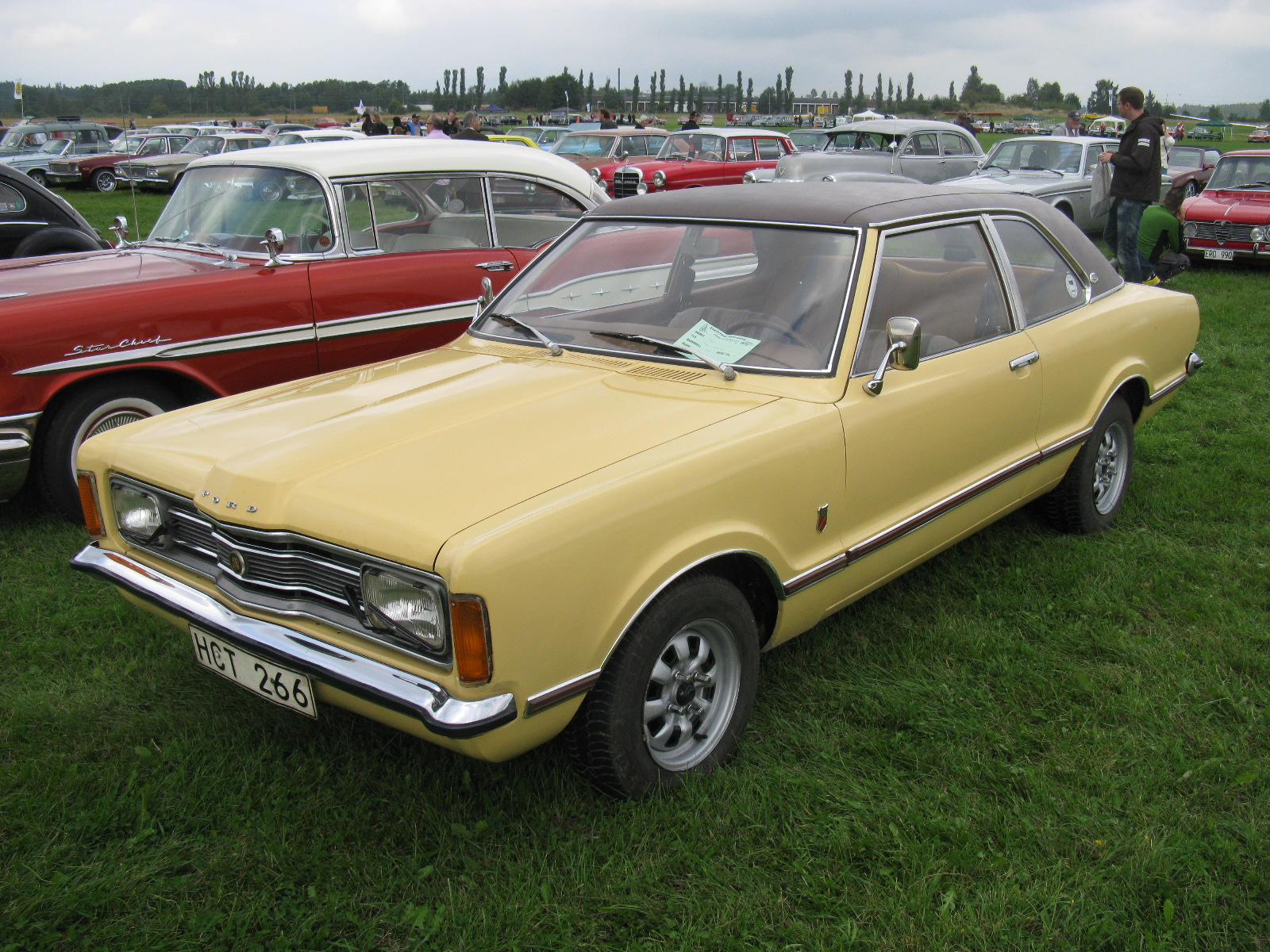
Con la desaceleración de las ventas a medida que el mercado anticipaba un nuevo modelo, Ford buscó mantener el interés con un lavado de cara en septiembre de 1973. Desde el exterior, la parrilla delantera rediseñada y las luces adicionales incorporadas son los cambios más obvios

Ford Taunus TC es el nombre de una gama de automóviles de turismo que fueron fabricados por Ford Alemania desde 1970 hasta 1982. El Taunus TC tuvo la misma construcción básica que la gama Ford Cortina en el Reino Unido, circunstancia que  dio lugar a las siglas TC (Taunus-Cortina). 

## Taunus TC (1970-1976)
En septiembre de 1970, Ford Alemania introdujo un nuevo Taunus, el "Taunus Cortina" (TC). Ford ofreció un sedán de dos o cuatro puertas y un modelo familiar de cinco puertas (denominado Taunus Turnier, manteniendo el nombre utilizado en las series anteriores del Taunus).
Entre 1970 y 1975, cuando el Taunus TC dio paso al Taunus TC2, se incluyó un cupé en la gama Ford Taunus. Ford Alemania vio un nicho en el mercado para un modelo de cupé más práctico que el Capri, por lo que se intentó mantener la capacidad de equipaje del sedán, así como el espacio en los asientos traseros.

### Orígenes
El Ford Taunus TC y el Cortina Mk III se concibieron como automóviles internacionales a finales de la década de 1960. Su desarrollo y diseño se llevó a cabo en ambos lados del Atlántico. Hasta febrero de 1968 el automóvil fue desarrollado bajo la supervisión de Semon E. "Bunkie" Knudsen, un ejecutivo de alto rango de General Motors, y desde principios de 1968 hasta el otoño de 1969 por el presidente de la sede central de Ford en Dearborn (Míchigan). El coche es a menudo apodado como "Barock 2" (recordando la serie Taunus P2 de finales de la década de 1950, comúnmente conocida como "Barock-Taunus") o como "Knudsen-Taunus" en Alemania, debido al prominente capó que, como decía la tradición de la empresa, fue puesto allí por orden directa de Knudsen. Sin embargo, se piensa que el principal trabajo de estilismo fue realizado por el diseñador de automóviles alemán Luigi Colani, quien más tarde colaboraría con la división de motocicletas de BMW a finales de la década de 1970.

### El coche
El extremo inferior del segmento de mercado anteriormente ocupado en Alemania por el Ford Taunus P6, comenzó a ser cubierto a partir de 1968 por el Ford Escort, un modelo más pequeño. En esta coyuntura, el Taunus TC se presentó como un sustituto de lujo del P6, que se dejó de producir en agosto de 1970. La distancia entre ejes de 2578 mm del nuevo modelo era 51 mm más larga que la del P6, pero el Taunus TC tenía voladizos de menor longitud, por lo que en total era un poco más corto que el modelo anterior. Sin embargo, desde el exterior el TC parecía ser más grande de lo que realmente era, algo que muchos compradores apreciaron. La concepción mecánica del Taunus TC implicó que el interior ya no quedaba libre del túnel de transmisión, debido a que la colaboración anglo-alemana en su diseño propició que Ford Alemania abandonara por el momento la tracción delantera para esta clase de automóviles, argumentando que la tracción trasera era menos costosa y más simple de producir y de mantener. El punto de referencia obvio en el mercado del TC, el Opel Ascona, también mantendría una configuración de tracción trasera "convencional" hasta 1981.

### Paquetes de opciones

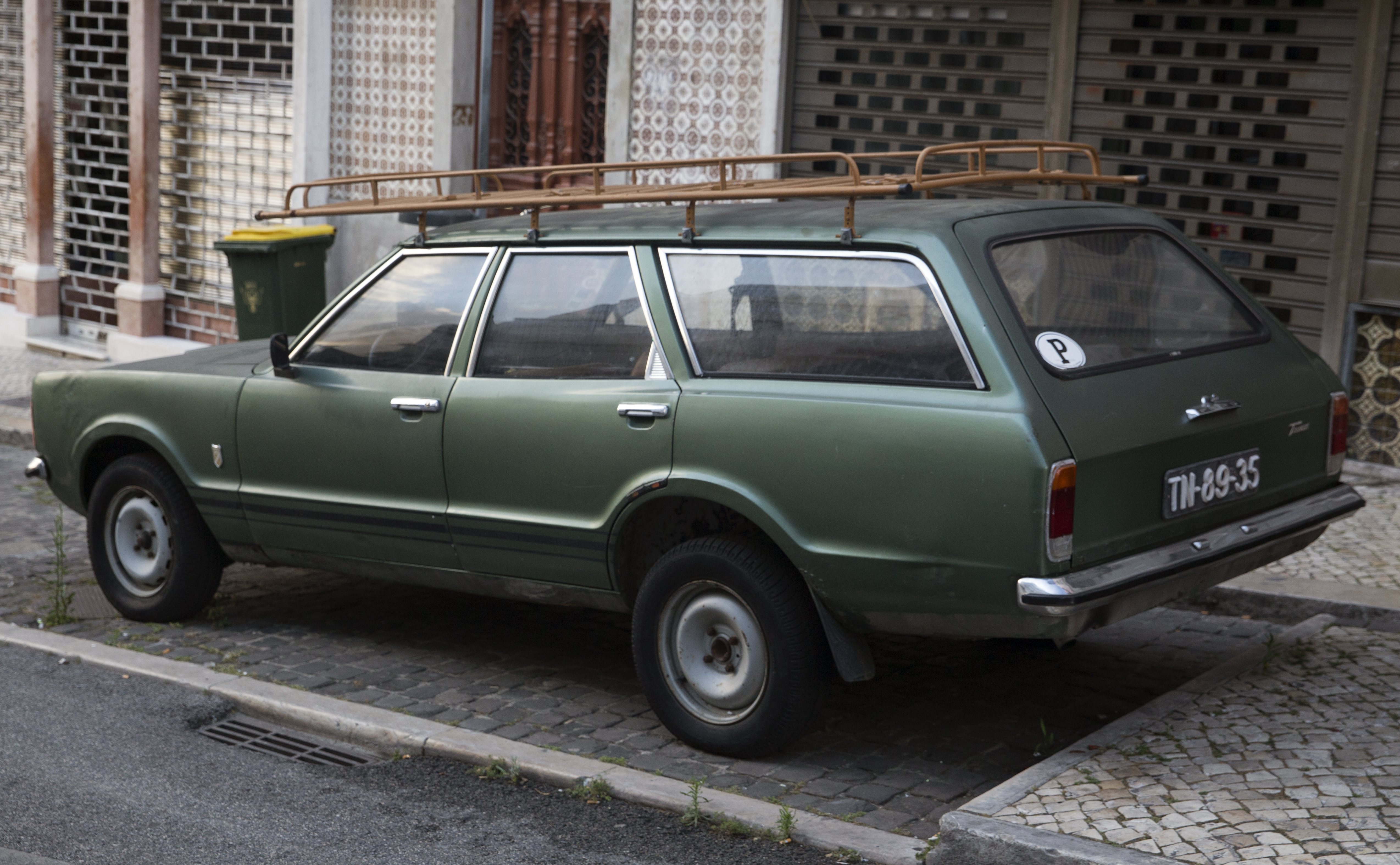
Ford Taunus Turnier

En lugar de tener que especificar extras opcionales de una larga lista de posibilidades, como podría haber sucedido unos años antes, se pasó a ofrecer a los clientes una gama de "paquetes de equipamiento", identificados mediante letras utilizadas como sufijos. El Taunus estándar se identificó en el material de ventas desde 1970 como el "Taunus N", disponiéndose además de unos paquetes de extras progresivamente más extensos o deportivos, con los sufijos "L", "XL", "GT" y "GXL". La versión base no estaba destinada a ser producida en grandes cantidades, dado que Ford esperaba que la mayoría de los clientes seleccionasen alguno de los paquetes ofrecidos. En este momento, Opel introdujo en Alemania un enfoque similar mediante "paquetes de opciones". 
El L era una versión base más equipada con algunos elementos que mejoraban su confort, mientras que el XL añadía ciertos detalles de lujo como los asientos delanteros ajustables en altura, o un reloj y faros más grandes. El deportivo GT (no disponible con el motor de 1.3 L, al igual que el GXL) recibió asientos de competición con apoya-cabezas integrados, instrumentación completa, un volante de cuero y faros gemelos entre otros accesorios. Por último, el GXL de primera línea agregó todas las comodidades del XL con el equipo deportivo del GT y extras adicionales como un techo de vinilo, una bocina de dos tonos y alfombras más gruesas.

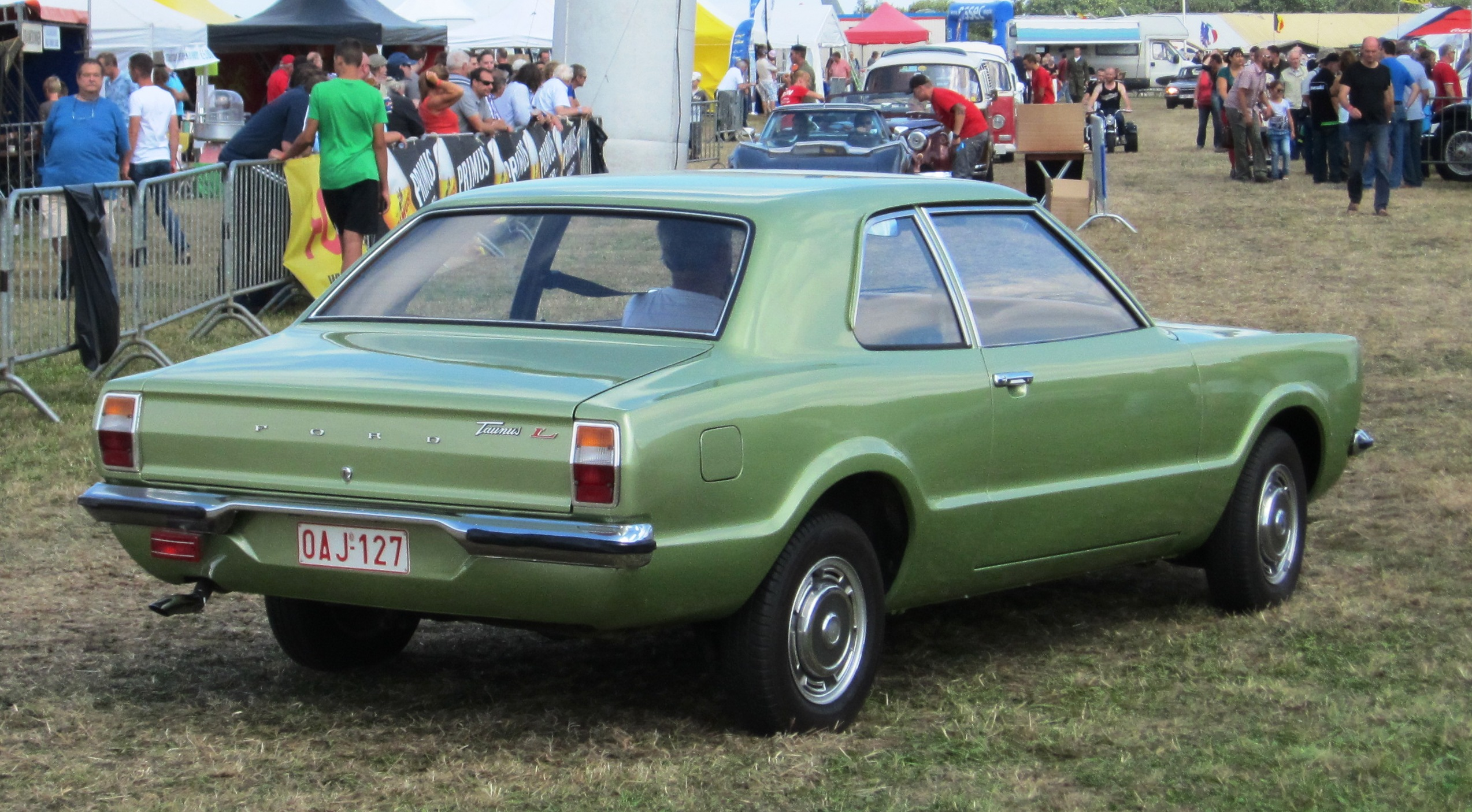
Vista desde atrás

### Versión británica
El Cortina Mk III era un modelo gemelo del Taunus, pero con diferentes aletas traseras y paneles en las puertas distintos. Además, nunca hubo un Cortina III equivalente al Taunus TC cupé. La unificación de la gama de modelos de Ford Europa comenzó con el Escort y el Capri, y continuó (aunque en menor grado) con el Taunus y el Cortina. El Taunus TC y el Cortina Mk III se desarrollaron bajo los auspicios de Ford Europa, y la mayoría de sus componentes principales fueron idénticos.

### Novedades técnicas
Se hicieron avances significativos con la suspensión trasera. El Taunus anterior, había presentado un eje trasero rígido, suspendido utilizando muelles tradicionales, pero con el TC, Ford utilizó una configuración de suspensión trasera que involucraba muelles helicoidales, con el eje ubicado utilizando dos enlaces longitudinales y dos laterales. Las ruedas delanteras, carentes de tracción (que se había pasado al eje trasero), se montaron con una suspensión convencional de horquilla, que evitó la necesidad de amortiguadores de impactos y le dio al automóvil un andar suave en autopista, aunque con los motores de 6 cilindros más pesados presentaba una tendencia al subviraje excesiva. Las críticas de la prensa sobre el desequilibrio entre la comodidad en carretera y la estabilidad del automóvil pronto se convirtieron en una crítica más general, no abordada de manera convincente por el fabricante durante varios años (desde que el Taunus TC fue lanzado, hasta que Ford completó el desarrollo del modelo).
La columna de dirección telescópica diseñada para colapsar en caso de una colisión frontal (evitando penetrar el pecho del conductor), había sido un elemento presente en los modelos de la competencia de Opel y Volkswagen durante algún tiempo, y con el TC Ford también incorporó esta característica de seguridad en su nueva gama para Alemania y Europa continental.

### Motores
A pesar de la presión para estandarizar los motores, la gama de motores del Taunus TC difería de la de otros coches contemporáneos, y era extremadamente amplia. El motor V4, que había sido utilizado por la mayoría de los modelos Taunus P6 durante los años 60, también se utilizó en el Taunus TC. Las versiones menos potentes del modelo utilizaban un nuevo  motor de cuatro cilindros que compartía con el Ford Pinto norteamericano, disponible con 1294 cc o con 1593 cc. A partir de 1976 se empezó a ofrecer una versión de 1993 cc para el TC2. Mientras tanto, los clientes que estaban dispuestos a pagar por un motor más potente podían elegir entre las unidades V6 compactas utilizadas por los modelos de gama alta P7. También existía la opción de elegir un motor de seis cilindros de 1999 cc o de 2294 cc de cilindrada.

### Opciones de transmisión
Todos los motores Taunus, excepto la unidad más pequeña de 1.3 litros, podían combinarse con una transmisión automática de tres velocidades Borg-Warner B35 en lugar de la caja manual estándar de cuatro velocidades.

### Lavado de cara (1973)
El Taunus TC recibió su único lavado de cara significativo en septiembre de 1973. Durante la década de 1960, el fabricante rival Opel había marcado el ritmo en términos de frecuentes cambios de modelo y retoques estilísticos, lo que reflejaba la práctica habitual en América del Norte y los casi inagotables recursos de su matriz, General Motors. Los principales fabricantes de automóviles de propiedad alemana que habían sobrevivido hasta 1970 no habían intentado seguir a Opel por este camino, pero Ford se había acostumbrado a un patrón de cambios de modelo generalmente de cuatro años. Según las estadísticas de producción entre 1970 y 1973, el Taunus TC fue evidentemente un éxito comercial, pero en 1974 las ventas se redujeron de manera alarmante, ya que los clientes esperaban un nuevo Ford Taunus, que aún no estaba listo para su lanzamiento, por lo que en septiembre de 1973 el modelo existente recibió una renovación con varios cambios con respecto al paquete de equipamiento y las combinaciones de motor. El Taunus TC también recibió una nueva parrilla, que incorporaba un segundo par de luces delanteras. Los faros rectangulares reflejaban las tendencias de estilo contemporáneas, pero hasta entonces solo habían estado disponibles en los paquetes de equipamiento "XL" o superiores, y en aquel momento se convirtieron en un estándar en toda la gama Taunus. La producción de Ford Alemania del Taunus, que había caído de 245.955 unidades en 1973 a 138.357 en 1974, se recuperó a 181.530 en 1975.
En los automóviles con motor de cuatro cilindros de 1593 cc y transmisión manual lanzados a partir de septiembre de 1973 también se introdujeron pequeños cambios en las relaciones de transmisión para la segunda y la tercera marcha. En aquel momento también se instalaron barras estabilizadoras laterales delanteras y traseras, que proporcionaron una respuesta tardía a las críticas generalizadas de la propensión del automóvil original a balancearse al cambiar de dirección o conducir en superficies irregulares.

### Comercialización
- 1970 59.821
- 1971 253.283
- 1972 233.366
- 1973 245.955
- 1974 138.357
- 1975 181.530 (desde finales de noviembre, TC2)

Estos datos cubren los automóviles Ford Taunus TC producidos por Ford Alemania. No incluyen los Ford Cortina que se ensamblaron en Dagenham
 El Ford Taunus TC fue más llamativo visualmente que su predecesor y fue bien recibido por su buen aspecto. La evaluación general del éxito comercial del automóvil tal vez debería combinar datos tanto para el Taunus TC como para el Cortina Mk III, que tuvieron un inicio lento debido a un largo cierre de la factoría como resultado de una sucesión de huelgas en 1970. Sin embargo, separando las cifras del Ford Taunus TC, producido bajo los auspicios de Ford Alemania en su planta belga, a una hora de su oficina central alemana, se produjeron aproximadamente 250.000 automóviles durante cada uno de los tres años 1971, 1972 y 1973, y en cada uno de estos años, el Taunus TC fue el vehículo más vendido de Ford Alemania. Se desconocen los datos de producción anuales de su rival, el Opel Ascona, pero entre 1970 y 1975 Opel produjo 691.438 unidades del Ascona, confirmando que durante sus primeros tres años completos de producción, el Taunus TC estaba en una posición inusual hasta ahora, para un Ford alemán, de vender más que su rival Opel. 
Las ventas mundiales de automóviles se vieron gravemente afectadas por la crisis del petróleo de 1973. La producción de Ford Alemania en 1974 bajó un poco menos del 40% respecto al año anterior, y la producción de Opel se redujo en un 33% durante el mismo período. Incluso en 1974, el Taunus era el mejor modelo de Ford Alemania, superando al Escort más pequeño y barato, aunque solo fuera por un pequeño margen. En 1975, la producción de Taunus se recuperó hasta las 181.530 unidades, aunque dejó de ser el líder de ventas de Ford Alemania, siendo relevado por el Ford Escort con 215.760 unidades vendidas aquel año, tras el lanzamiento en diciembre de 1974 de la versión Mk II con un interior más ancho.

## Taunus TC2 (1976–1979)

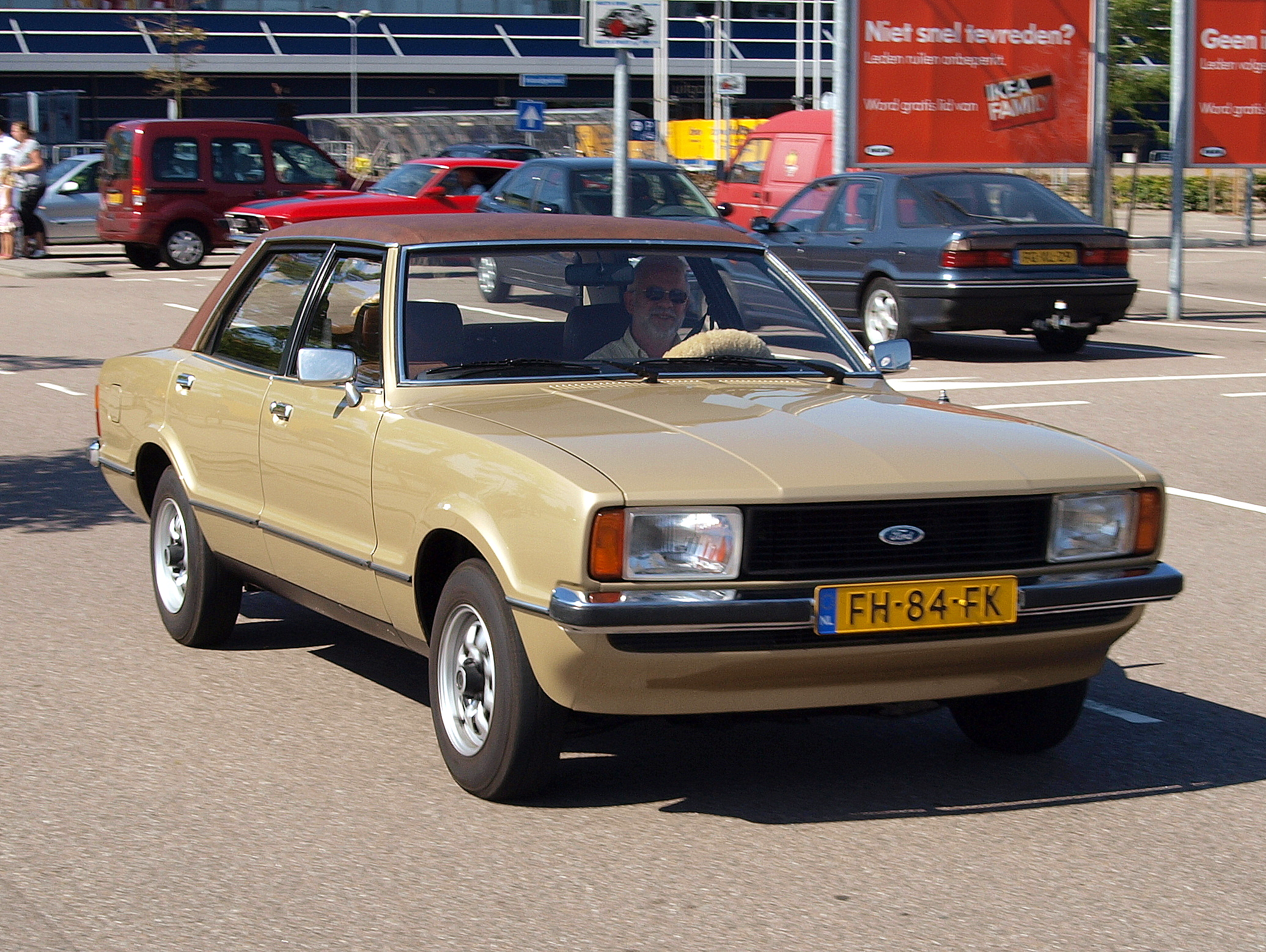
Ford Taunus TC2 de 4 puertas (1976–1979)

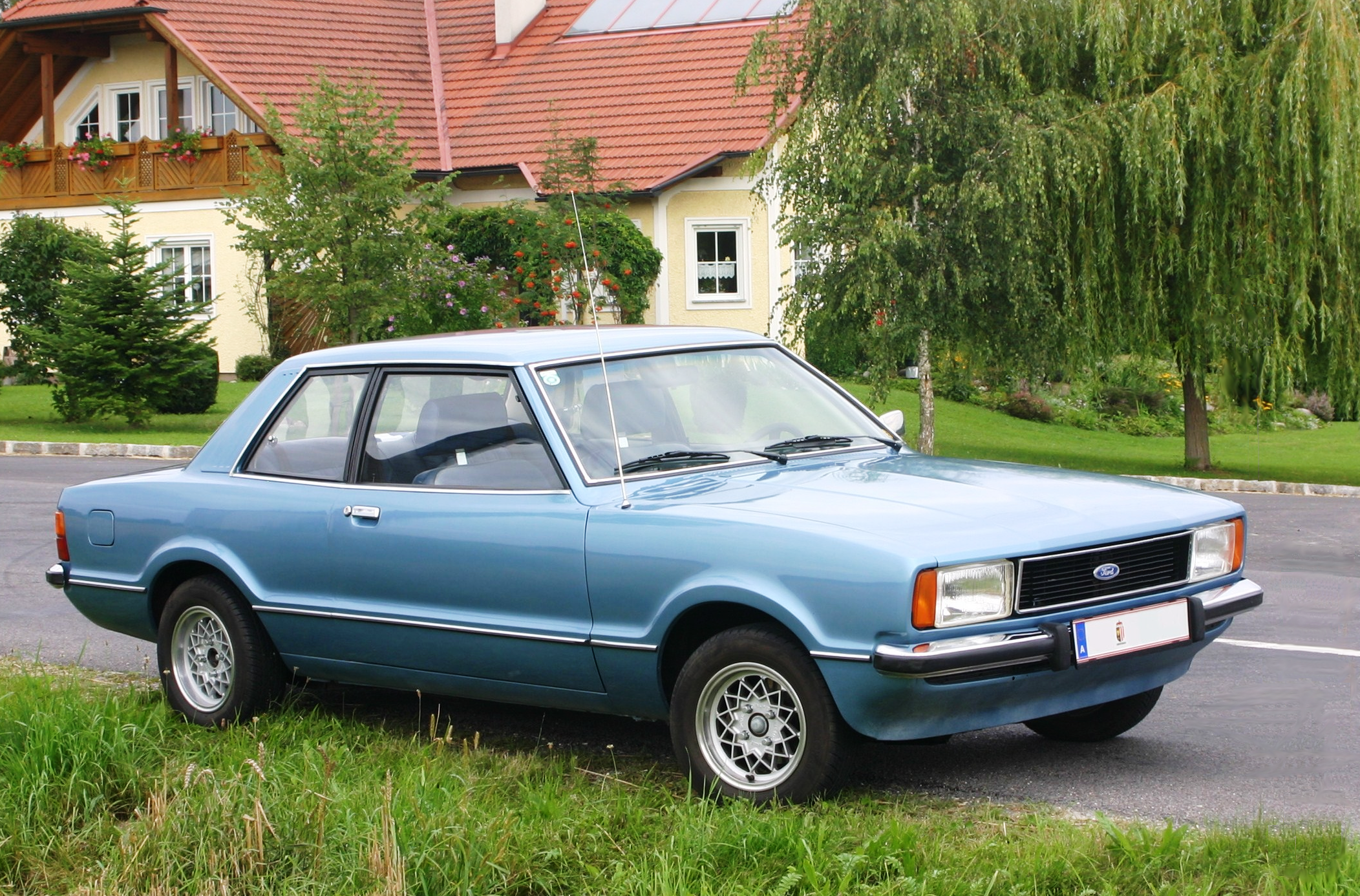
Ford Taunus TC2 de 2 puertas (1976–1979)

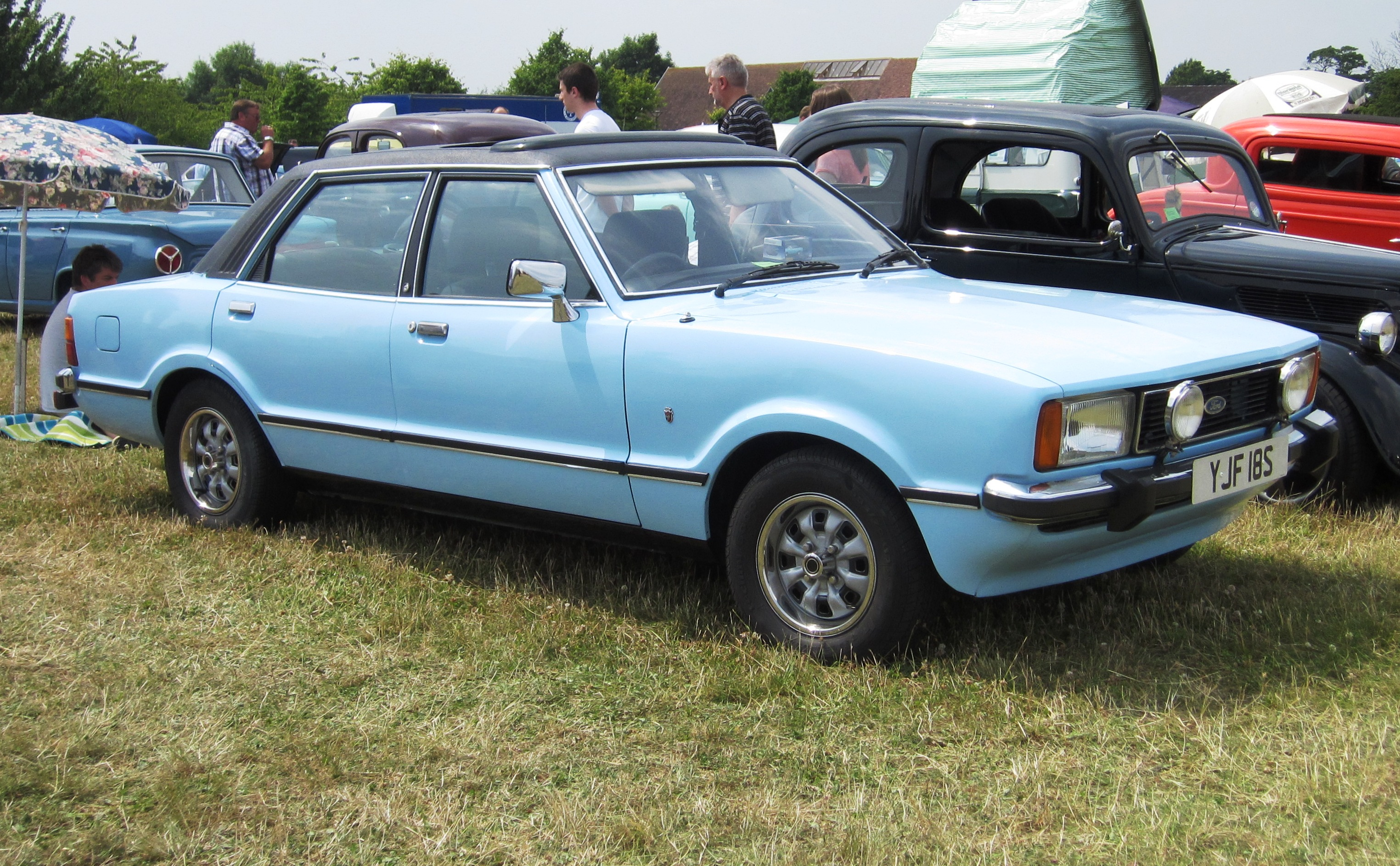
Ford Cortina Mk IV de 4 puertas (1976-1979): después de 1976, los Ford Taunus y Cortina eran prácticamente idénticos.

A finales de noviembre de 1975, a tiempo para el modelo del año 1976, comenzó la producción de la serie Taunus "GBTS", también conocida como "Ford Taunus TC2". 

### Comparación con el Cortina
Ford de Gran Bretaña continuó vendiendo el Cortina Mark III, la versión producida por Dagenham del Taunus TC anterior, durante más de medio año después del lanzamiento del Taunus TC2, pero en septiembre de 1976 se introdujo el Cortina Mark IV en Gran Bretaña, después de lo que el Taunus TC2 y el Cortina Mk IV fueron casi idénticos, aparte de las variaciones regionales en términos de cambios de especificaciones y de niveles de equipamiento. Internamente, se diferenciaron sobre todo por el puesto de conducción: los automóviles LHD (volante a la izquierda) tenían la insignia Taunus, mientras que los automóviles RHD (volante a la derecha) tenían la insignia Cortina, generalmente independientemente del país de ensamblaje. Sin embargo, cuando el nombre alemán "Ford Taunus" no tenía una presencia significativamente positiva, el nombre "Ford Cortina" se usó en ciertos mercados LHD más pequeños como Grecia, Corea del Sur, Filipinas, Israel (que recibieron la mayoría de sus coches LHD como Cortinas, con origen en la planta del Reino Unido hasta 1981) y Taiwán . 
El Taunus TC2 fue esencialmente un "cambio de piel" del Taunus TC, y se presentó en la mayoría de los mercados como tal. Para los compradores del Ford Cortina, el rediseño fue un poco más extenso, con la pérdida de la línea de "botella de Coca-Cola" que distinguía al Cortina Mk III del modelo Mk IV de 1976, y el material publicitario resaltó las diferencias entre el Mk III y el Mk IV. 

### Carrocería actualizada
El Taunus TC2 conservaba una silueta general muy similar a la del Taunus TC, aunque en realidad todos los paneles principales del cuerpo exterior tenían una nueva forma, al igual que la ventana trasera y las ventanas laterales. El estacionamiento se volvió un poco más fácil, dado que las esquinas traseras del automóvil eran visibles desde el asiento del conductor. Desde el exterior del automóvil, el cambio más obvio fue la pérdida en la parte delantera de la "nariz de Knudsen", lo que resultó en una apariencia particular menos llamativa, aunque se obtubo una forma de carrocería más armoniosa.  

### Pequeños cambios mecánicos en el TC2
La configuración de la suspensión no cambió con respecto a la del Taunus TC (una vez que se mejoró en septiembre de 1973). El sistema de frenado hidráulico de doble circuito todavía funcionaba con frenos de disco en la parte delantera y frenos de tambor en la parte trasera, y con sus diámetros sin cambios. Sin embargo, donde en 1970 un comprador del modelo básico de 1294  cc habría encontrado un servo de freno solo en la lista de opciones, los frenos servoasistidos para el Taunus TC2 eran estándar en toda la gama. En los coches con propulsores de seis cilindros, que tenían bloques de motor más pesados, a partir de agosto de 1977 también estuvo disponible como opción la dirección asistida.
La gama de tamaños de motor era la misma, aparte de una adición importante: los compradores podían optar por una versión ampliada de 1993 cc del motor OHC "Pinto". Por lo tanto, ahora era posible comprar un Taunus de 2 litros con 4 o 6 cilindros. El automóvil de cuatro cilindros venía con una potencia máxima anunciada de 98 caballos de vapor (72 kW; 97 HP), mientras que la versión de seis cilindros ofrecía solo 90 caballos de vapor (66 kW; 89 HP). La unidad de cuatro cilindros diseñada más recientemente también disponía de un par motor más elevado. Sin embargo, el automóvil de seis cilindros alcanzaba su máximo rendimiento a velocidades de giro más bajas del motor, y algunos comentaristas encontraron que conducir estos coches era más relajante.
Como antes, todos los modelos (menos el básico con motor de 1294 cc) se podían encargar con una transmisión automática de tres velocidades. La caja automática ofrecida ya no era un sistema Borg Warner, sino la propia transmisión C3 de Ford producida en la planta de transmisiones del fabricante en Burdeos, que se había abierto en 1973.

### Comercialización (TC2/TC3)
- 1975 181.530 (desde finales de noviembre, TC2)
- 1976 284.527
- 1977 285.384
- 1978 264.774
- 1979 256.884 (desde septiembre, TC3)
- 1980 173.295
- 1981 201.409
- 1982 117.426

Estos datos cubren los Ford Taunus TC2 y TC3 producidos por Ford Alemania. No incluye los Ford Cortina que se ensamblaron en Dagenham.
Desde 1970, el Taunus TC había competido frontalmente por la cuota de mercado con el Opel Ascona, y en 1973 los dos se unieron en lo que pasó a ser un combate a tres bandas con el Volkswagen Passat. Los datos de producción estrictamente comparables de los tres modelos no son fácilmente accesibles, pero si se dejan aparte los Opel ensamblados en Gran Bretaña como Vauxhall Cavalier, entonces, en términos de volumen, la pugna a tres bandas la ganó por poco entre 1976 y 1982 el Ford Taunus TC2/TC3, con 1.583.699 coches producidos. Entre 1975 y 1981, Opel produjo 1.316.459 Ascona B. Las cifras de Opel se elevarían por encima de las del Taunus si se agregaran los 196.512 Vauxhall Cavalier construidos en la planta de Opel en Amberes, y aumentaría aún más si se agregaran los 534.634  Opel Manta (mecánicamente muy similares) que compartían la línea de producción del Ascona. Durante los seis años comprendidos entre 1976 y 1982, Volkswagen produjo 1.360.312 unidades del Passat. Para que el grupo Volkswagen fuera el ganador concluyente en esta comparación, sería necesario agregar los 1.290.164 Audi 80 (mecánicamente muy similares) a la cifra dada aquí para el Volkswagen Passat. A pesar de su sólido comportamiento en el mercado, con la llegada en 1980 de nuevos contendientes de Volkswagen y Opel, los datos sugieren que la edad del diseño básico del Taunus TC comenzaba a jugar en su contra. 
En un sector que ganó importancia durante la década de 1970, cada vez con mayores problemas de liquidez, muchos compradores cambiaron sus automóviles más grandes como el Opel Rekord, por modelos como el Taunus TC2/TC3 (o el TC anteriormente), que obtuvieron éxito en el mercado a través de una combinación de apariencia atractiva y precios agresivos. El modelo, mecánicamente conservador, fue ampliamente considerado como fiable, a pesar de que nunca se libró por completo de los defectos y de las irritantes debilidades que un proceso de desarrollo más riguroso debería haber evitado.

## Taunus TC3 (1979-1982)

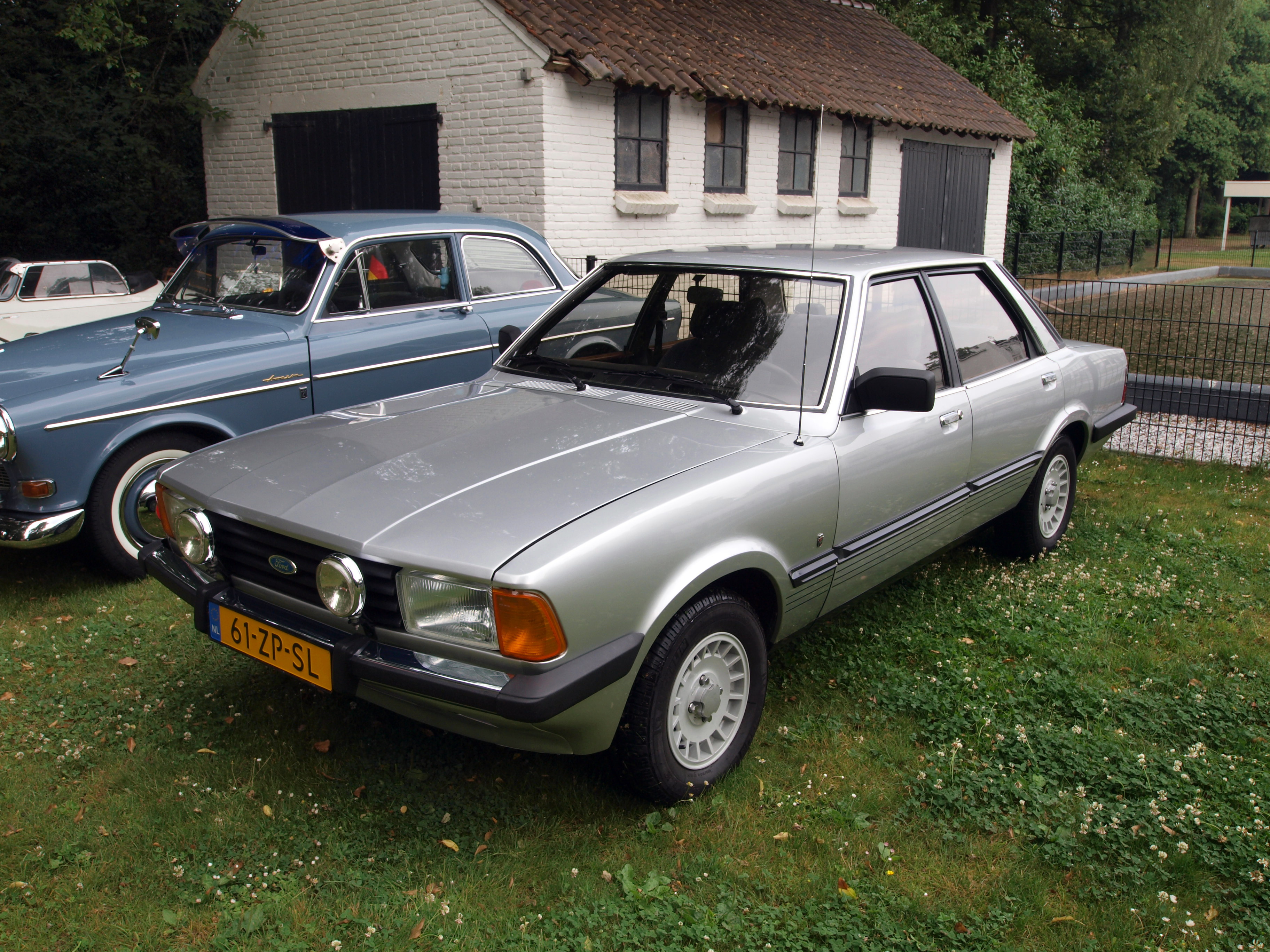
Ford Taunus Ghia TC3 de 4 puertas (1979–1982)

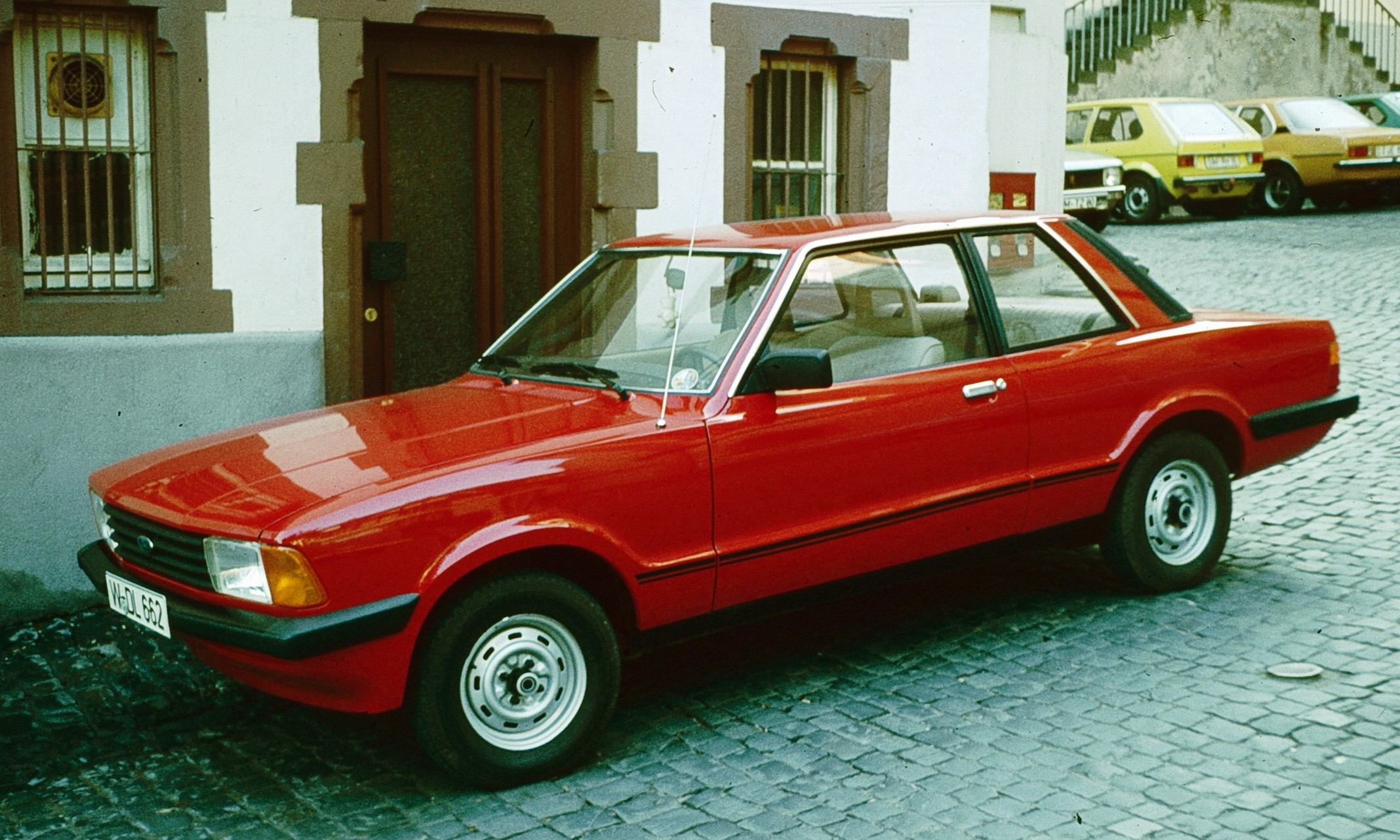
Ford Taunus TC3 de 2 puertas (1979–1982)

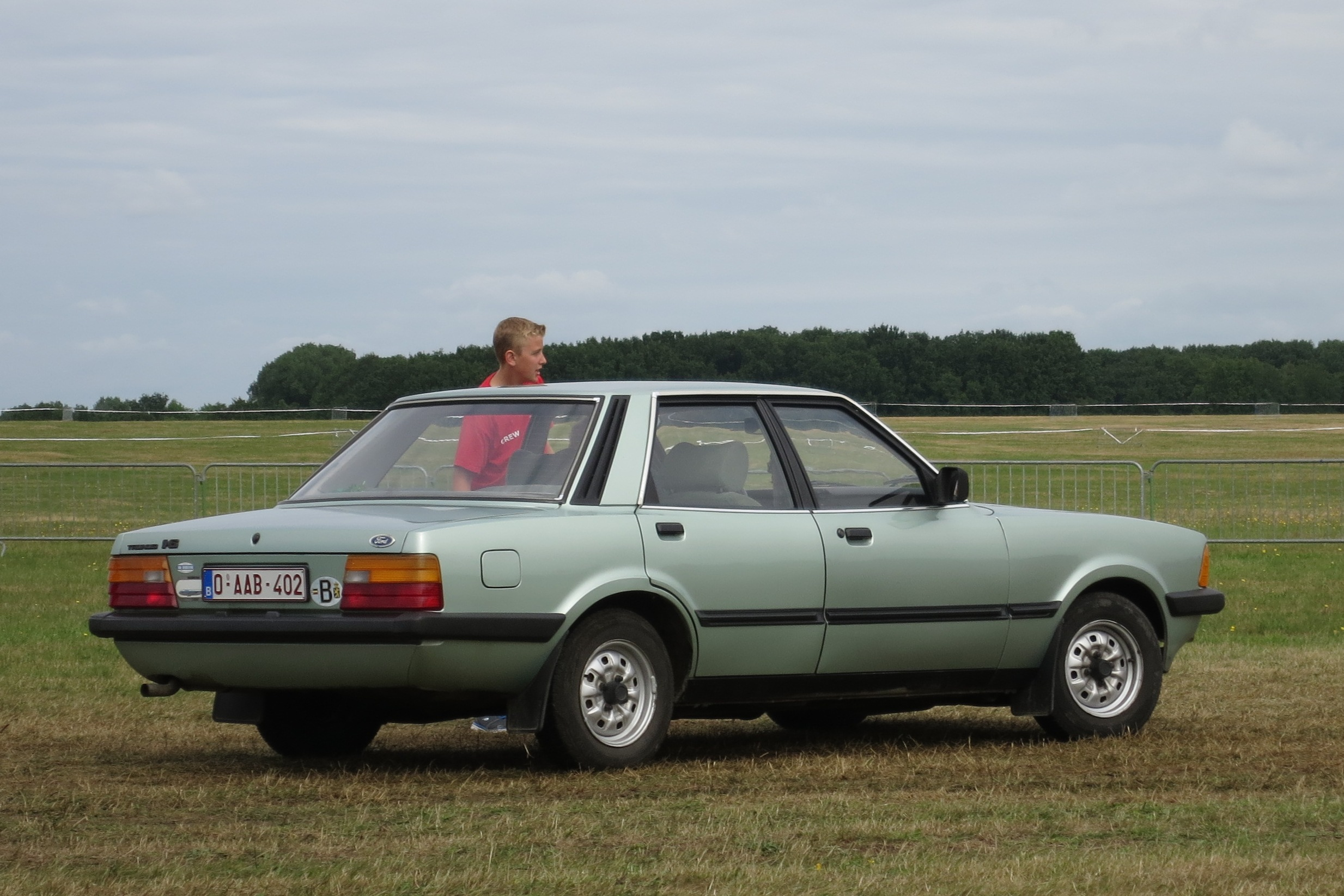
Ford Taunus TC3 de 4 puertas (1979–1982), en el que destacan sus luces traseras ampliadas

Cuando en 1979 el Taunus TC3 (también conocido como la serie Taunus "GBFS") reemplazó al Taunus TC2, los componentes principales permanecieron básicamente iguales. En el Reino Unido, Ford presentó el coche con algunos retoques estéticos como el "Cortina Model 80", aunque rápidamente se hizo conocido, aunque solo de manera informal, como el Cortina Mk 5. Una vez más, las diferencias tendieron a ser más importantes en los Cortina ensamblados en Dagenham que en los Taunus de Ford Alemania ensamblados en Bélgica. 
Las innovaciones en el compartimento del motor con el modelo TC3 de 1979 incluyeron un nuevo "carburador económico", fabricado internamente por Ford, que generó muchas quejas. Las modificaciones menores de la carrocería afectaron a la base de las ventanas laterales, que se bajó ligeramente. Otros cambios visibles desde el exterior incluyeron unos parachoques que ahora envolvían los costados del automóvil hasta los pasos de rueda. Los grupos de luces delanteras y traseras se reformaron adoptando un diseño envolvente alrededor de las esquinas del automóvil para ser visibles desde los lados. 
Se eliminó la posibilidad de optar por un motor de 2274 cc con la exclusión del Ford Taunus Sport, pero a cambio fue posible especificar un paquete de opciones "S" para todas la gama, que en esencia comprendía una barra estabilizadora reforzada y una suspensión más firme.

### El fin de la producción europea.
En julio de 1982 cesó la producción europea del Taunus TC3/Cortina 80, que fue reemplazado en octubre por el Ford Sierra, que se equipó con los motores Cortina/Taunus OHC del Ford Pinto y la configuración de tracción trasera "convencional", aunque por lo demás era un automóvil completamente nuevo en todos los aspectos, con suspensión independiente en las cuatro ruedas. 
La producción del Taunus continuó hasta 1984 en Argentina, donde la versión Fastback Cupé, cancelada de la línea de modelos europeos en 1975, permaneció en la gama Taunus hasta el final. 
La producción de Taunus también continuó en Otosan, Turquía, donde una versión del TC3 con el frontal y la parte trasera rediseñados continuó en producción hasta 1994. 

### Cuarenta años después
Los modelos Taunus y Cortina son muy fáciles de mantener y comparten muchos componentes mecánicos con los otros automóviles Ford europeos de la época (excluyendo el Ford Fiesta), lo que los hace extremadamente fáciles de reparar, aunque ya no es frecuente ver unidades conservadas incluso en los mercados donde eran coches muy populares. Por ejemplo, se vendió más de un millón de Ford Cortina británicos de esta generación, pero poco más de 2000 estaban en circulación en 2006. Sin embargo, todavía se pueden ver circulando algunos ejemplares en condiciones de circular en lugares como España, Alemania y Escandinavia, y existe un club de propietarios activo.

## Argentina y Turquía
El Taunus TC fue producido en Argentina desde 1974 hasta finales de 1984 y en Turquía  desde 1984 hasta 1994. 

### Argentina

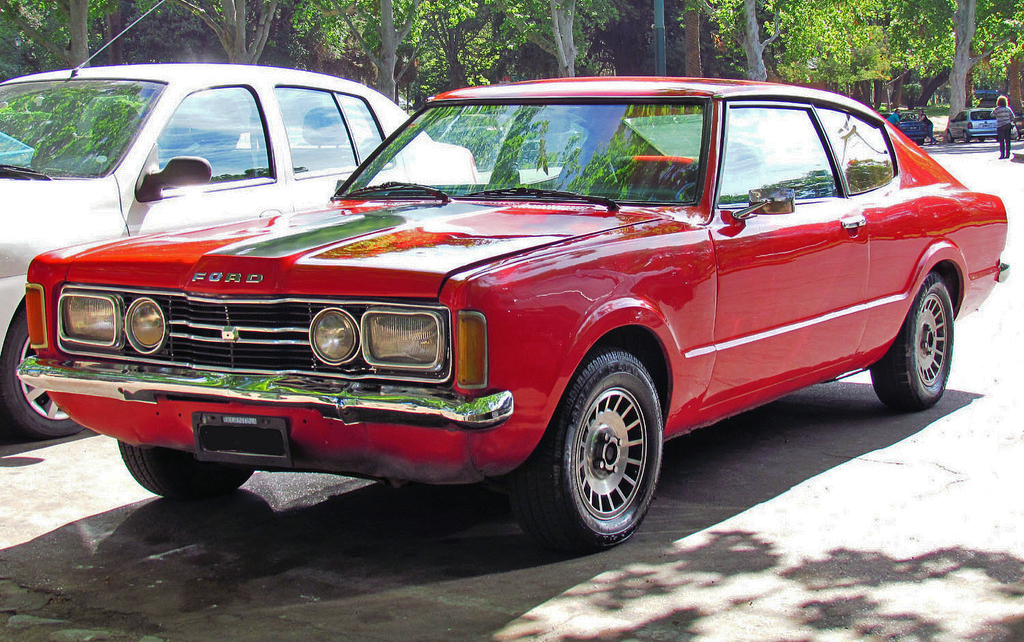
Taunus 2300GT "Fastback Cupé". Fue producido desde 1974 hasta finales de 1984

Antes del lanzamiento de la producción argentina, el Taunus TC1 se sometió a un año de pruebas. Varios componentes críticos del chasis fueron reemplazados por equivalentes más robustos debido a las carreteras más difíciles de la Argentina rural. Otros componentes eran recontratados localmente por razones de disponibilidad, pero la mayoría de los componentes para los automóviles ensamblados en Argentina tenían que importarse de las plantas europeas de Ford. Una de las diferencias técnicas más significativas es que los Taunus argentinos usaron los ejes traseros Dana "Tipo 30" en lugar de los ejes traseros Atlas o Salisbury (según el tamaño del motor/par) utilizados por el Taunus/Cortina europeo. 
Los modelos argentinos que se produjeron a partir de 1974 fueron el "TC1" en versiones sedán de cuatro puertas (2000L, 2000GXL y 2300GXL) y el cupé fastback de dos puertas (2300GT y 2300GT/SP), que se produjo de 1974 a 1980. En América del Sur no se produjeron las versiones Taunus TC sedán de dos puertas ni el familiar. 
En 1980, la producción pasó del Taunus TC al "TC3"/"Cortina 80". Se produjeron tanto en modelos sedan (2.0L, 2.3 Ghia y 2.3 Ghia S) como en versión cupé (2.3 GT, 2.3 GT/SP y 2.3 SP5). Nuevamente,  los familiares y los sedanes de dos puertas fueron excluidos de la gama argentina. Como parte de la actualización de 1980, Ford introdujo una versión con un nuevo frontal del cupé "TC1" fastback, que desde 1975 se produjo solo en Argentina, con el frontal del "TC3" y su propio diseño único de luces traseras. Estos Taunus fastback cupé argentinos posteriores a 1980 también presentaron un rendimiento mejorado y un interior remodelado: usaron el nombre "Taunus SP" o "Taunus SP 5", donde el "5" hacía referencia a la caja de cambios manual de cinco velocidades desde entonces disponible como una opción. Además de la opción de cinco velocidades, la opción de transmisión, como para los Taunus TC europeos, comprendía una caja de cambios manual de cuatro velocidades, y para los automóviles de motor más grande, una caja de cambios automática de tres velocidades. 
Los modelos argentinos Taunus TC no compartían los motores con la gama europea, sino que usaban el motor "Lima" con 2.0 o 2.3 litros de cilindrada, derivado del motor "Pinto" pero del que difería en varios aspectos. El motor más potente disponible en el Taunus argentino fue una versión actualizada del "Lima" con un árbol de levas mejorado, nuevos cabezales de escape y un carburador Solex de 36/36 mm de doble cuerpo. Ninguno de los modelos argentinos de Taunus disponía de motores de seis cilindros. 
En total, se construyeron 197.031 Taunus en Argentina.
Aunque el Taunus/Cortina ya no es fácil de ver en los países europeos donde solía ser un líder de ventas, en Argentina han sobrevivido bastantes ejemplares, y varios clubes los mantienen en óptimas condiciones (como el Club Taunus Argentina), mientras que muchos han sido utilizados durante décadas como transporte familiar regular, especialmente en zonas rurales.

### Turquía

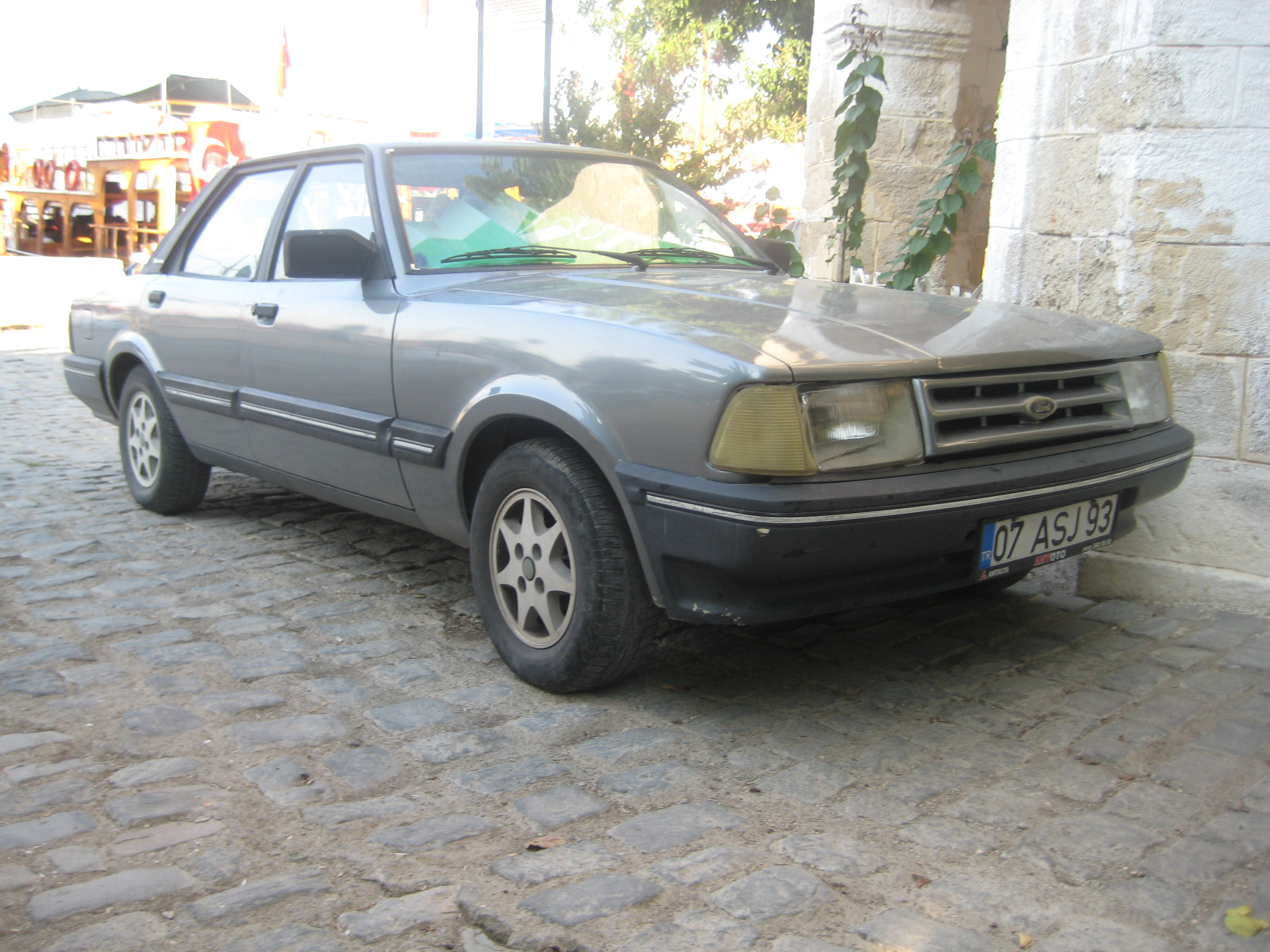
Ford Taunus, última edición producida en Turquía hasta 1994

En 1984, la línea de producción del Taunus instalada en Argentina se vendió a Otosan en Turquía, donde se inició la fabricación del Taunus Otosan. La fábrica de Otosan también se hizo cargo del utillaje para la fabricación de la camioneta Ford P100, que estaba basada en el Cortina Mk V, que anteriormente era construida en Sudáfrica. Sin embargo, Otosan no usó la estructura de plataforma de carga sudafricana, prefiriendo su propio diseño que presentaba paneles plegables laterales (que recuerdan al Peugeot U10). El Otosan Taunus también se diferenciaba de los Taunus TC3 construidos anteriormente en Europa y Argentina por su distintivo panel frontal remodelado con faros cuadrados rectangulares o dobles y una parrilla de color combinado.

## Apariciones notables en los medios
- En la película de 1977 La espía que me amó un Taunus de 1976 de color negro era conducido por un secuaz que perseguía al agente James Bond (Roger Moore), que conducía un Lotus Esprit por las carreteras de Cerdeña.[23] Un pasajero notable del Taunus era el icónico Jaws (Richard Kiel), quien presumiblemente era el único sobreviviente cuando Bond lograba deshacerse del coche perseguidor al hacer que cayera por un talud y se estrellara contra el techo de un granero.
- Steve Forrest conducía un Taunus de 1948 de color azul en el primer episodio de la serie de televisión de 1965 The Baron.
- Un Ford Taunus de 1979 era un elemento característico del programa de televisión clásico sueco Ronny and Ragge.
- Las fuerzas Omega utilizan un Taunus TC modificado como vehículo de patrulla en el film Guerrero del Mundo Perdido, de la saga de películas Mad Max.[24]